# ونتا
ونتا (به لاتین: Venta) در لیتوانی با جمعیت ۳٬۴۱۲ نفر است که در samogitia واقع شده‌است.